# Allgemeine Lokalbahn- und Kraftwerke AG

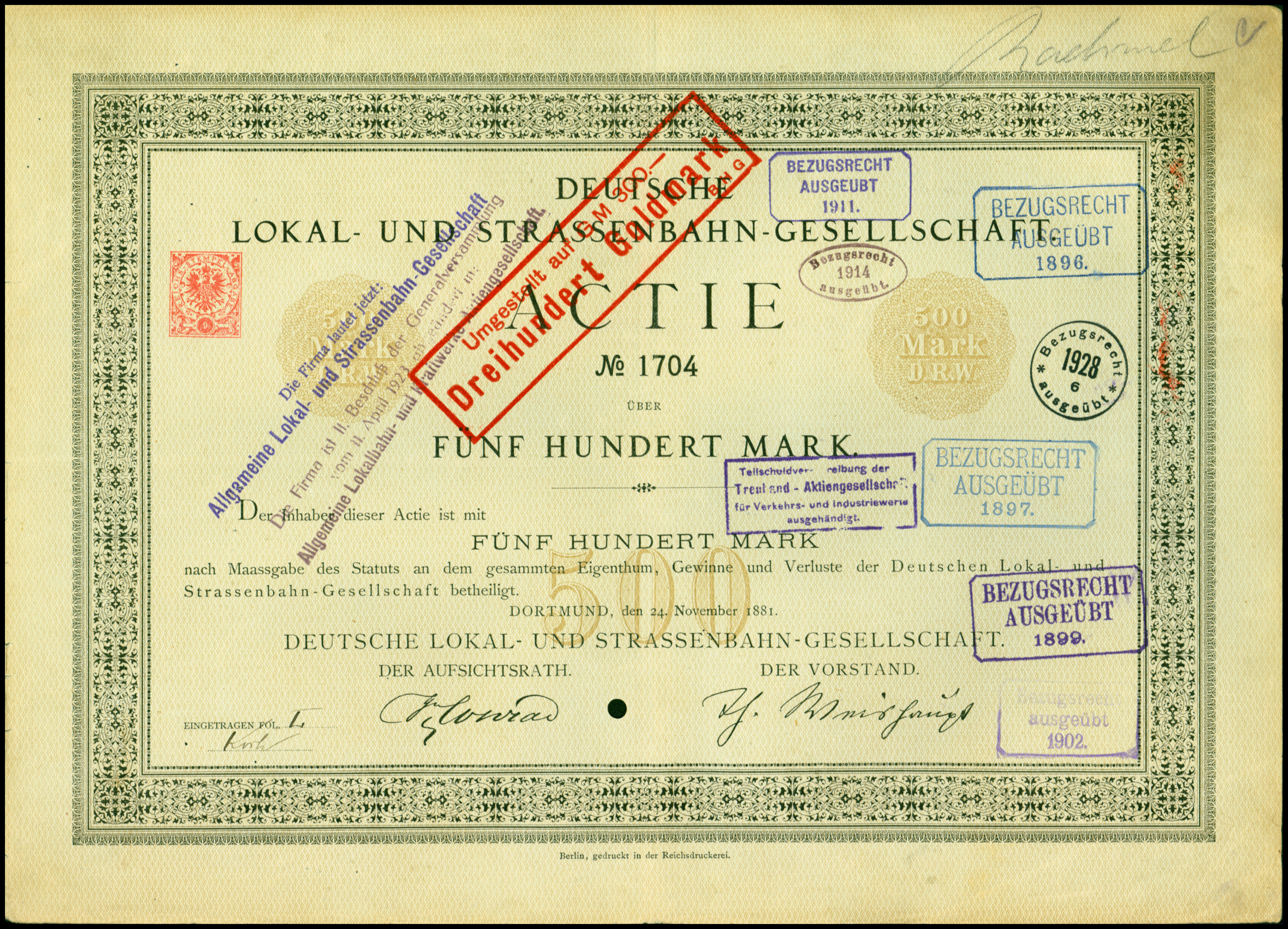
Aktie über 500 Mark der Deutschen Lokal- und Strassenbahn-Gesellschaft vom 24. November 1881

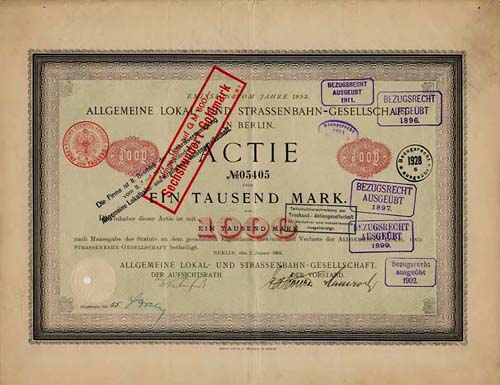
Allgemeine Lokal- und Straßenbahn-Gesellschaft, Berlin, 2. Januar 1893, Aktie über 1000 Mark

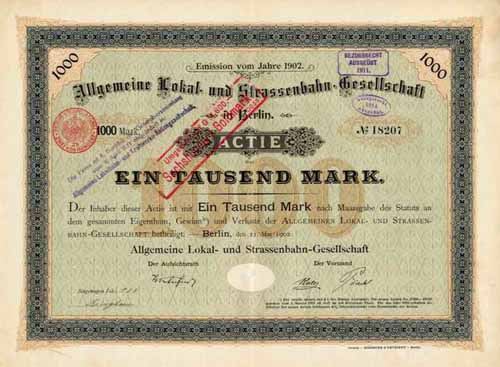
Allgemeine Lokal- und Straßenbahn-Gesellschaft, Berlin, 21. Mai 1902, Aktie über 1000 Mark

Die Allgemeine Lokalbahn- und Kraftwerke AG (ALOKA) wurde am 18. November 1881 in Dortmund als Deutsche Lokal- und Straßenbahn-Gesellschaft gegründet. Vom 15. Oktober 1890 bis zum 11. April 1923 firmierte sie als Allgemeine Lokal- und Straßenbahngesellschaft (ALSAG) in Berlin und verlegte ihren Sitz am 28. Mai 1949 nach Hannover. Gründer und Hauptaktionär war und blieb die Berliner Handels-Gesellschaft.

## Aufgabenstellung
Gesellschaftszweck waren Bau und Betrieb von Lokal- und Straßenbahnen sowie Kraftwerken durch deren Erwerb, Pachtung oder Beteiligung. So entstand der bedeutendste Straßenbahnkonzern in Deutschland, der sich jedoch auch intensiv mit Anlagen der Stromversorgung befasste. Mit der Allgemeinen Elektricitäts-Gesellschaft (AEG) bestanden enge Verbindungen.

## Chemnitz
Am 15. April 1882 übernahm die 1881 in Dortmund gegründete Deutsche Lokal- und Straßenbahngesellschaft die Chemnitzer Pferdebahn, die zuvor ab dem 22. April 1880 durch ein englisches Unternehmen des englischen Ingenieurs W. Roebuck mit einer Spurweite von 3 Fuß (915 mm) betrieben wurde. Die Zahl der Wagen und Pferde wurde erheblich aufgestockt, um den wachsenden Verkehrsaufkommen gerecht zu werden. Damals gab es noch keine festen Haltestellen, sondern die Fahrgäste wiesen durch Winken auf ihren Mitfahrwunsch hin. Für den Pferdebetrieb waren die Zwischenräume zwischen den Schienen sowie die Randstreifen aber bereits gepflastert.
Am 19. bzw. 23. Dezember 1893 begann nach der Fusion mit der Allgemeinen Elektricitätsgesellschaft (AEG) der elektrische Straßenbahnbetrieb auf den zwischenzeitlich elektrifizierten Strecken Altendorf–Markt–Bahnhof und Holzmarkt–Rosenplatz.

## Dortmund
Im September 1892 übernahm die neu gegründete Allgemeine Lokal- und Straßenbahngesellschaft die am 4. Oktober 1881 gegründete Deutsche Lokal- und Straßenbahngesellschaft, deren Vorgängerin Dortmunder Straßenbahn AG für Pferde und Dampfbetrieb zu diesem Zeitpunkt den Dampfbetrieb bereits wieder eingestellt hatte. Auf den Strecken in und um Hörde waren zunächst aufgrund von Steigungen Zugwagen mit Dampfantrieb eingesetzt worden. In der Innenstadt von Dortmund dagegen wurden in den engen Straßen weiterhin Pferdebahnen eingesetzt, die aber für zunehmend wachsenden Verkehr bald nicht mehr geeignet waren. Daher wurden am 1. März 1894 die Pferdebahnstrecken und ab 1896 auch die Dampfstrecken elektrifiziert.
Nachdem die in Dortmund ansässige Deutsche Lokal- und Straßenbahngesellschaft in der Allgemeinen Lokal- und Straßenbahngesellschaft aus Berlin aufgegangen war, wurde 1896 der Bau einer Ringbahn um den Stadtkern in Angriff genommen. Der Streckenverlauf war zum größten Teil entlang der historischen Wälle. 1898 wurden weitere Strecken verlegt. Von der Funkenburg nach Körne, vom Bahnhof über die Hansastraße und die Hohe Straße zum Block Friedrich-Wilhelm (heute Bahnhof Westfalenhalle), vom Steinplatz über die Steinstraße, die Roßstraße, die Schützenstraße und die Mallinckrodtstraße zum Hafen und vom Steinplatz über die Rolandstraße, die Oestermarschstraße und den Borsigplatz zur Westfalenhütte.
Die Gleise der Köln-Mindener Eisenbahn bildeten allerdings ein problematisches Hindernis und trennten das Netz in zwei Teile, zwischen denen keine Linien verkehrten. Es gab lediglich eine Verbindung über die Eisenbahngleise, die aber nur von leeren Wagen genutzt werden durfte. Daher endeten Linien der beiden Netze jeweils vor einem beschrankten Bahnübergang, an dem die Fahrgäste in die andere Linie umsteigen mussten. Weil die Schranken oft und lange geschlossen waren, kam es immer wieder zu unberechenbaren Verspätungen für die Fahrgäste.

## Duisburg
Ab dem letzten Viertel des 19. Jahrhunderts führte die Allgemeine Lokal- und Straßenbahngesellschaft den Nahverkehr in Duisburg durch.
Erste Pläne für den Personennahverkehr auf dem Gebiet der heutigen Stadt Duisburg stammen schon aus dem Jahr 1875. Es waren zwei Pferdebahnlinien von Duisburg nach Ruhrort und von Duisburg nach Hochfeld geplant. Die Umsetzung begann am 1. April 1881, als der Bankier Lübke aus Berlin eine Konzession für den Bau und Betrieb einer Bahnlinie zwischen Duisburg und Ruhrort erhielt. Am 24. Dezember 1881 wurde dann die Strecke von Duisburg nach Ruhrort eröffnet. Im Oktober 1886 wurde die Strecke in Duisburg bis zum Zentralbahnhof verlängert. Eine dampfbetriebene Strecke wurde am 22. Juli 1882 zwischen Duisburg und der Stadtgrenze zu Mülheim eröffnet. Am 31. Dezember 1886 übernahm die Deutsche Lokal- und Straßenbahngesellschaft aus Dortmund den Betrieb. Die 1882 eröffnete Strecke wurde 1886 bis Mülheim-Broich verlängert. Die Deutsche Lokal- und Straßenbahngesellschaft ging am 1. Januar 1891 an die Allgemeine Lokal- und Straßenbahngesellschaft aus Berlin über. Dieses Unternehmen elektrifizierte die Strecken zwischen dem 31. Oktober 1897 und dem 31. Juli 1898. Damit hatte die Allgemeine Lokal- und Straßenbahngesellschaft in Duisburg und Umgebung eine Streckennetz von 21 Kilometern Länge.
Es folgten weitere Strecken:
| Eröffnungsdatum  | Strecke                                                                    |
| 31. Oktober 1900 | Duisburg Mülheimer Str. – Neudorf – Neuer Friedhof (heute: Alter Friedhof) |
| 1904             | Mülheim-Broich – Mülheim Kettenbrücke                                      |
| 24. März 1907    | Duisburg Burgplatz – Schnabelhuck – Meiderich Süd Bf.                      |
| 24. Februar 1911 | Mülheim Kettenbrücke – Mülheim Rathaus                                     |
| 25. Mai 1912     | Duisburg Schwanentor – Essenberger Fähre                                   |
| 1914             | Neudorf Koloniestr. – Steinbruchstr.                                       |

Somit hatte die Allgemeine Lokal- und Straßenbahngesellschaft in Duisburg und Umgebung zu Beginn des Ersten Weltkrieges fünf Linien. Nach dem Krieg gingen 1923 die Straßenbahnen an die durch die Stadt Duisburg neu gegründete Duisburger Straßenbahnen GmbH über. Anteilseigner war zu 51 % die Stadt Duisburg und zu 49 % die Allgemeine Lokalbahn- und Kraftwerke-AG.

## Andere Orte
Neben dem Straßenbahnverkehr in Chemnitz, Dortmund und Duisburg betrieb die Allgemeine Lokal- und Straßenbahngesellschaft auch die Hörder Kreisbahn in Hörde und von 1893 bis 1909 die Straßenbahn Lübeck. Der Besitzstand änderte sich häufig durch Kauf und Verkauf von Bahnen. So wurden schon vor dem Ersten Weltkrieg die Beteiligungen an den Straßenbahnen in Chemnitz, Dortmund, Gladbach-Rheydt und Lübeck wieder abgestoßen.
Im Jahr 1915 war die Gesellschaft Eigentümer der Straßenbahnen in Bromberg, Duisburg, Frankfurt an der Oder, Görlitz, Hörde und Kiel (Kieler Verkehrs AG) mit einer Gesamtlänge von 150 km. Außerdem war sie beteiligt an den Straßenbahnen in Braunschweig, Brüx, Danzig (Verkehrsbetriebe Danzig-Gotenhafen), Halle-Merseburg, Kattowitz und Gleiwitz (Verkehrsbetriebe Oberschlesien AG), Linz (Linzer Elektrizitäts- und Straßenbahn-AG), Saarbrücken, Sosnowitz, Straßburg und Wiborg. Im Jahr 1925 kam noch die Straßenbahn in Rostock hinzu.

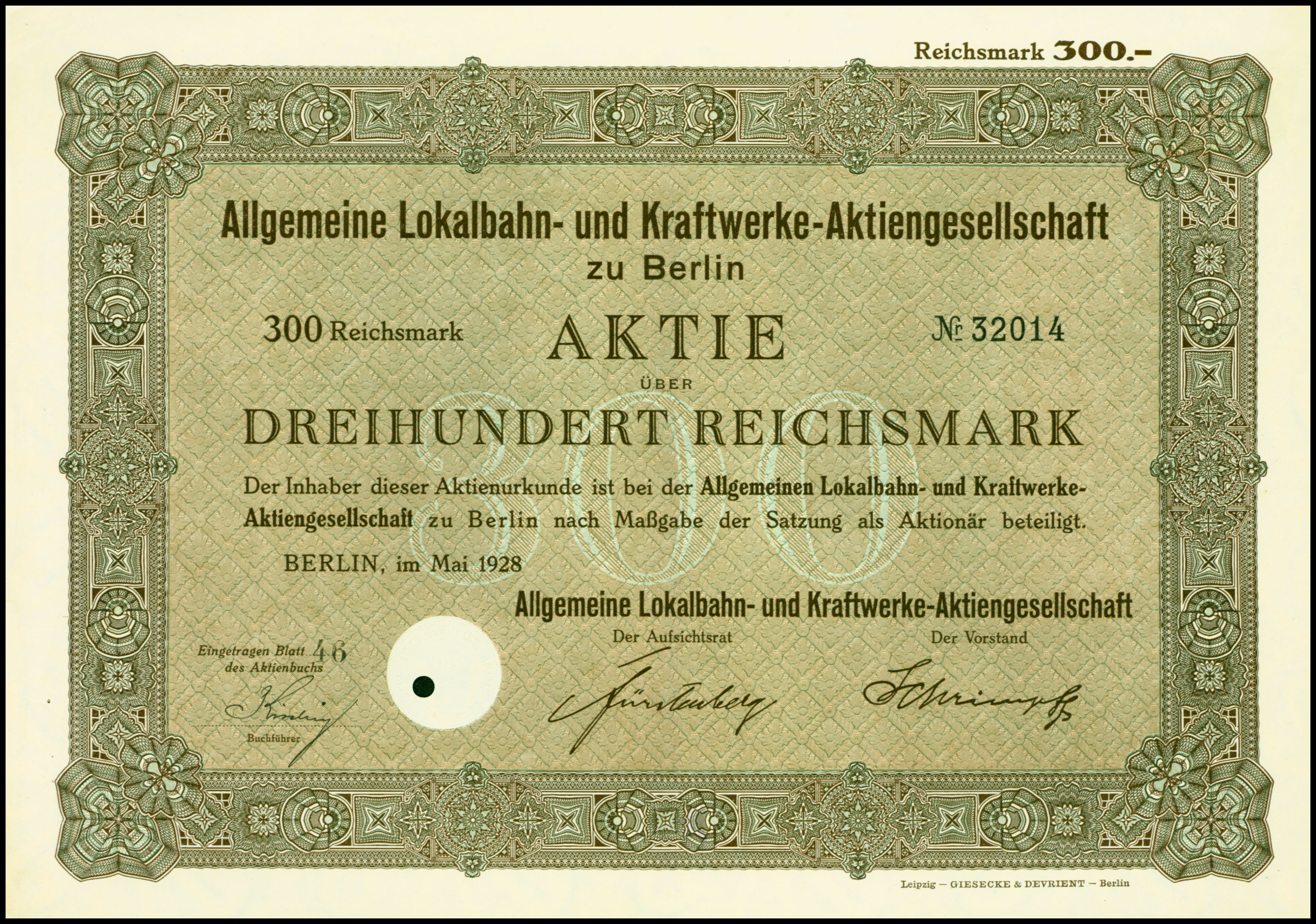
Aktie über 300 RM der Allgemeinen Lokalbahn- und Kraftwerke AG vom Mai 1928

Ab April 1923 firmierte das Unternehmen als Allgemeine Lokalbahn- und Kraftwerke AG (ALOKA) und entwickelte sich zu einer der bedeutendsten deutschen Holdinggesellschaften im Energie- und Transportbereich.
Die Beteiligung an Eisenbahnen umfasste die Halberstadt-Blankenburger Eisenbahn (1925) und die Bayerische Zugspitzbahn (1928) sowie zeitweise auf die Drachenfelsbahn (1883–1913) und die Petersbergbahn (1909–1913) im Siebengebirge. Darüber hinaus war sie an Unternehmen wie Frankfurter Elektrizitätswerke GmbH (F.E.W.) in Frankfurt (Oder), Württembergische Elektrizitäts-AG (WEAG) in Stuttgart, Elektrizitätswerke GmbH in Warnsdorf (Sudetenland), Kraftanlagen AG Heidelberg und vielen anderen beteiligt.
Die schweren Einbußen in Ostdeutschland und im Ausland, die die ALOKA im Zweiten Weltkrieg erlitten hatte, machten in der folgenden Zeit eine Umstrukturierung des Konzerns erforderlich. 1949 wurde der Firmensitz nach Hannover verlagert, 1954 nach Frankfurt am Main.
Im Schienenverkehr verblieb als aktiver Verkehrsbetrieb nur die Bayerische Zugspitzbahn erhalten. Der Name wurde 1972 in ALOKA Allgemeine Organisations- und Kapitalbeteiligungs-AG geändert.
Nachdem die ALOKA bereits im Jahr 1959 eine Beteiligung von 25 % an der AG für Verkehrswesen in Frankfurt am Main erworben hatte, übernahm sie diesen Konzern am 28. November 1973 und verschmolz zum 1. Januar 1974 zu der Aktiengesellschaft für Industrie und Verkehrswesen (ab 1987 AGIV). Die AGIV hatte vier Hauptaktivitäten: Bau, Maschinenbau, Verkehr und Vermögensverwaltung. In den 1990er Jahren fokussierte sich die AGIV in einer mehrjährigen Restrukturierung auf den Maschinenbau und die Messtechnik und gab Verkehr, Bau und Dienstleistungen auf. Zuletzt verschmolz sie mit HBAG Real Estate AG zur Immobilienfinanzholding AGIV Real Estate AG, Hamburg, die 2004 Insolvenz anmelden musste.